# 許布施山
46°14′16.72″N 8°3′25.98″E / 46.2379778°N 8.0572167°E

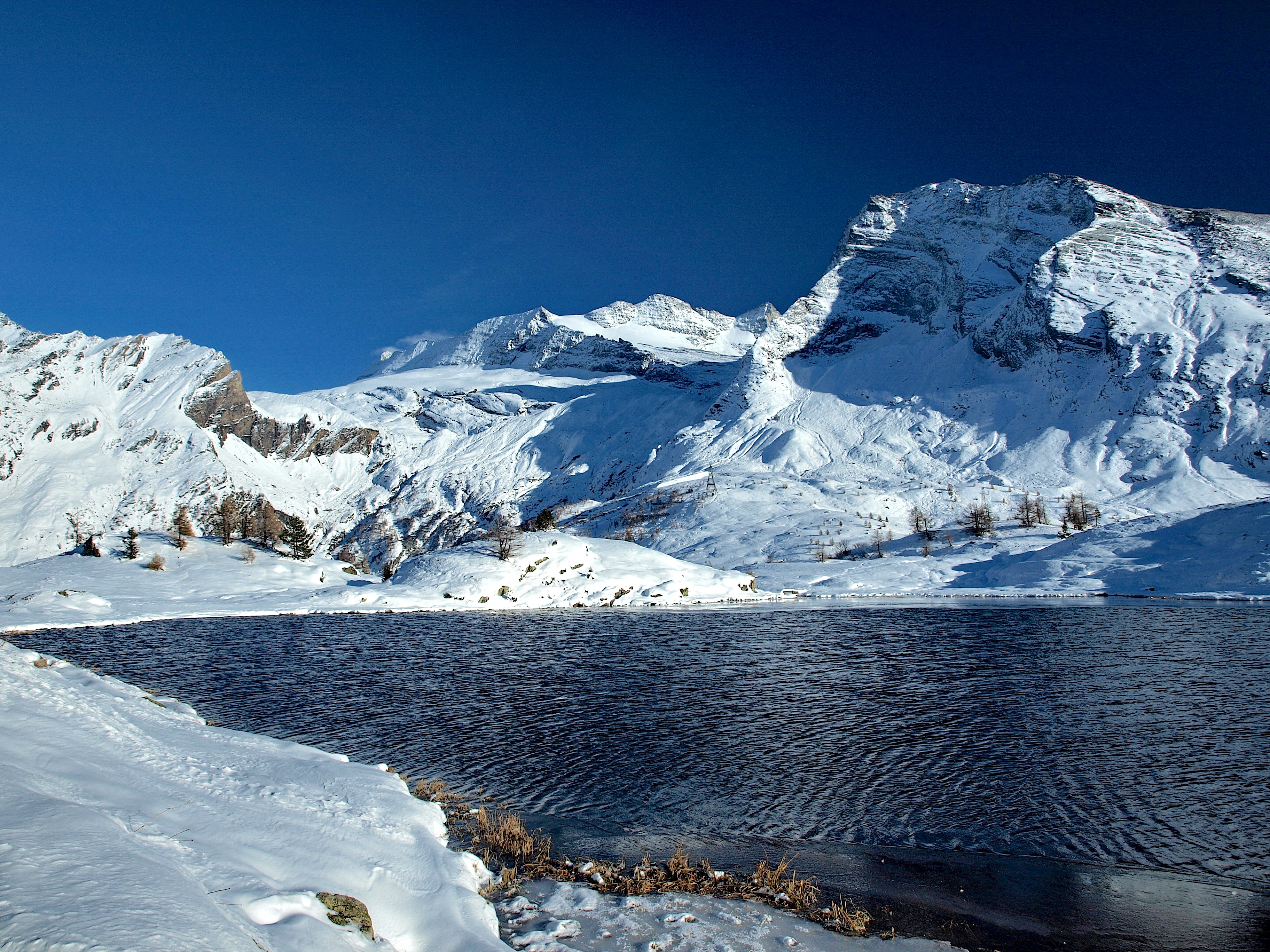

許布施山（Hübschhorn），是瑞士的山峰，位於該國西南部，由瓦萊州負責管轄，屬於本寧阿爾卑斯山脈的一部分，距離伯爾尼90公里，海拔高度3,192米，每年平均降雨量2,221毫米。